# Jean Baechler
Pour les articles homonymes, voir Baechler.
Jean Baechler, né le 28 mars 1937 à Thionville (Moselle) et mort le 13 août 2022 à Draveil, est un universitaire et sociologue français.
Professeur de sociologie historique à la Sorbonne, il est membre de l'Académie des sciences morales et politiques, élu le 6 décembre 1999 dans la section Morale et Sociologie au fauteuil laissé vacant par le transfert d'Alain Besançon.
Ses apports majeurs dans le champ de la connaissance historique concernent une refonte philosophique des sciences de l'Homme (ou anthropologie générale), une théorie générale du "pouvoir" et des régimes politiques, l’histoire de long terme du régime démocratique en lien avec différents types d’organisation sociale (bandes, tribus, cités, nations), une éthique de la vertu non relativiste ainsi qu’une explication sociologique des conditions d’émergence des grandes métaphysiques religieuses et séculières, en particulier autour de l’âge axial.

## Biographie
Agrégé d’histoire-géographie et docteur ès lettres, Jean Baechler a été professeur d’histoire-géographie au lycée Montesquieu du Mans (1962-1966) avant de rencontrer Raymond Aron et d’être chargé de cours de sociologie à la Sorbonne, de 1966 à 1969, puis chargé de conférences de sociologie (1968-1986) à l’École pratique des hautes études qui deviendra en 1975 l’École des hautes études en sciences sociales (EHESS). De 1975 à 2006, il est chargé de séminaire du DEA de sociologie de Paris IV, Paris V et Paris X. Il est également attaché de recherche au CNRS dès 1966, chargé de recherche en 1969, puis directeur de recherche au CNRS  de 1977 à 1988 dans la section de sociologie. En 1988, il quitte le CNRS pour occuper la chaire de sociologie historique à la Sorbonne (Paris-IV). Il y enseigne jusqu’en 2006. Il est élu à l’Académie des sciences morales et politiques en 1999 et préside l'Académie et l'Institut de France pour l'année 2011.
Il a également été membre du Centre européen de sociologie historique dirigé par Raymond Aron (1969-1984) et a appartenu, à partir de 1984, au Groupe d’études des méthodes de l’analyse sociologique (GEMASS) fondé par Raymond Boudon. Il était président d'honneur de l'Association philotechnique.

## Œuvre
Salué par la corporation des sociologues et bien au-delà, Jean Baechler est l’auteur d’une œuvre non seulement ample en volume (34 livres et 276 articles) mais dense en systématicité conceptuelle et historique. Elle combine une théorie générale de l’homme avec une sociologie historique comparative des sociétés humaines. Son ressort fondamental consiste à explorer comment, dans différentes sphères civilisationnelles, les potentialités humaines (virtuelles), envisagées comme universelles, ont réellement pris forme (actualisations) sous l’influence de divers facteurs historiques et sociologiques pouvant être expliqués.

### Premiers jalons
Jean Baechler engage son travail par une exploration du trotskysme (Politique de Trotsky, 1968), à la demande de Jean Touchard, puis livre une comparaison typologique et historique des Phénomènes révolutionnaires (1970). Dans un article séminal de 1969 sur les "origines du système capitaliste", il développe ensuite une explication primairement "politique" du problème, et non économique comme Marx ni culturaliste comme Max Weber (réfutant Marx). Ce texte est repris et étendu à deux reprises par la suite : sous le titre Les origines du capitalisme dans un volume séparé (1971), puis dans une version totalement refondue et élargie, en deux gros tomes, sous le titre Le capitalisme (1995).
En 1975, sous la direction de Raymond Aron, J. Baechler présente sa thèse de doctorat intitulée Les suicides. Il y adopte une approche "stratégique" de l’action, qu’il maintiendra par la suite, et identifie douze significations caractéristiques du suicide. Il offre ainsi une perspective d’histoire universelle quant aux "problèmes" existentiels auxquels sont confrontées les personnes considérant le suicide comme une possible "solution". Son analyse examine de manière conjointe les conditions socio-historiques propices au suicide et les choix de sens opérés par les personnes suicidées. La diversité des situations est ramenée à onze types principaux: la fuite, le chantage, le deuil, le châtiment, la vengeance, le crime, l’appel, le sacrifice, la fusion, l’ordalie et le jeu. Cette analyse a parfois été interprétée à tort comme une remise en question radicale des thèses de Durkheim concernant les forces suicidogènes sans sujet.

### Les concepts baechleriens

#### Les modes de pouvoir
Après l’achèvement de son doctorat, Jean Baechler oriente son travail vers l’analyse des fondements essentiels de l’idéologie avec Qu’est-ce que l’idéologie ? (1976), et explore les principaux attributs du pouvoir politique présidant à l’actualisation historique de ses mécanismes (Le pouvoir pur, 1978). En définissant les trois modes du pouvoir comme la "puissance", l’"autorité" et la "direction", il pose les bases d’une théorie générale rigoureuse des "régimes politiques", des "relations de pouvoir" et des logiques dissemblables du consentement politique. Cette analytique du pouvoir est une percée conceptuelle et ouvre la voie à l’analyse sociologique comparée des actualisations historiques du phénomène.

#### Les morphologies sociales
Jean Baechler engage alors une vaste enquête de sociologie historique sur la "démocratie" et innove à double titre. D’une part, il inscrit la logique démocratique dans une histoire humaine très longue, depuis le Paléolithique supérieur, et rompt par là-même avec la généalogie commune à partir des cités grecques de l’âge classique. D’autre part, il complexifie l’analyse des relations de pouvoir et des modes du consentement politique en tenant compte du type d’organisation sociale sous-jacent à chaque variante historique du régime démocratique. Dans le sillage de l’anthropologie sociale américaine, le concept de "morphologie sociale" est alors avancé, ainsi qu’une typologie stricte des bandes, des tribus, des cités, des chefferies, des principautés, des royaumes, des empires et des nations (cf. Démocraties en 1985, Précis de la Démocratie en 1994, et Précis de philosophie politique en 2014). Son Esquisse d’une histoire universelle (2002) et Les morphologies sociales (2005) résument les thèses historiques fondamentales de sa sociologie générale. Quant à la question de la guerre et celle des relations internationales, elles sont indissociables de cette théorie et sociologie générales du politique. Présentes dans tous ses travaux, elles sont systématiquement exposées dans l’ouvrage de synthèse intitulé Guerre, Histoire et Société (2019).

#### Les "ordres" d'activité
Dans l’anthropologie et la sociologie historique de Jean Baechler, l’"ordre politique" des activités humaines revêt toujours une valence et sensibilité causales prépondérantes. C’est l’ordre politique, en effet, qui influe le plus sur tous les autres ordres d’activité (économique, démographique, technique, éthique, etc.). Le fait tient à la nature même du pouvoir (Le pouvoir pur, 1978) puisque son mode "puissance" (versus "autorité" et "direction") est toujours potentiellement en capacité, par ses expressions coercitives internes (autocratie) et belliqueuses externes, d’exprimer les dysfonctionnements sociétaux et d’impacter radicalement tous les autres ordres de l’humain. Les paroles radicales et la violence ouverte en sont les marques.
Mais si le "politique" est causalement premier, il demeure, pour Jean Baechler, anthropologiquement second au titre des fins dernières : il constitue un ordre "de service", ancillaire, et n’est pas le type d’activité où se joue pour l’homme la question du sens de son existence. C’est la raison pour laquelle la philosophie politique de Baechler et sa sociologie historique ne sont pas au centre de sa réflexion anthropologique, mais requièrent d’être appréhendées comme les moments subordonnés d’une enquête plus générale.
Dans les années 2000, Jean Baechler systématise sa réflexion non essentialiste sur la "nature humaine" et ses manifestations concrètes au sein de treize "ordres" d’activité spécifiques. Chacun de ces ordres correspond à la résolution d’un "problème" inévitable de "survie" ou de "destination" existentielle, pour les individus comme pour les groupes humains. Parmi ces ordres, Baechler dénombre le démographique, l’hygiénique, l’économique, le technique, le politique, le pédagogique, le ludique, le morphologique, le sodalique, l’agorique, le normatif, l’eschatique et le staséologique. L’ouvrage Nature et histoire (2000) explicite la chose et constitue par là même une percée pour les sciences humaines et sociales depuis toujours en quête des structures génératives fondamentales de l’historique. Certains aspects de ce premier massif anthropologique sont ensuite repris, explicités et complétés dans les trois livres connexes que forment Agir, faire, connaître (2008), La nature humaine (2009) et Les matrices culturelles (2009).
Les deux ouvrages intitulés Qu’est-ce que l’humain ? Liberté, finalité, rationalité (2014) et Modèles d’humanité (2019) résument la position générale de l’auteur sur les "virtualités" fondamentales de l’humain à partir du schème initial de la "liberté". Cette liberté est considérée comme une non-programmation génétique de l’espèce, engageant sa condition historique "finalisée", "rationnelle" mais intrinsèquement "faillible". Décliné sur la durée sous la forme de plusieurs ouvrages, Jean Baechler développe in fine un traité général de l’homme et des sociétés humaines depuis le Paléolithique supérieur, autrement dit une "somme anthropologique" d’un côté et une sociologie historique comparée de l’histoire universelle de l’autre.

#### Les fins dernières
Également appliquée à l’analyse des fins dernières par-delà les fins ancillaires de survie, cette anthropologie générale englobe à la fois une éthique anti-relativiste de la "bonne vie bonne" (Les Fins dernières, 2006) et une classification des rationalités métaphysiques portant sur la question des "fins de destination" de l’existence humaine. Ce dernier ordre métaphysique, Baechler finira par l’appeler l’"eschatique" (La Spiritualité, 2021) faute de disposer d’un meilleur lexique, doctrinalement neutre dans le langage courant, afin de désigner les "choses de la fin", soit les questions métaphysiques sur le sens de la vie que l’être humain ne peut manquer de se poser. La notion de "religieux" ne saurait en effet ici convenir, car elle exclut de son périmètre les explorations non religieuses du problème des fins dernières, propre des philosophies.
Cet ordre "eschatique" fait l’objet d’une double enquête. Un premier moment consiste en une réflexion proprement métaphysique sur les justifications, logiquement possibles, de la question de l’Absolu. Il s’en dégage deux grandes variantes, l’une séculière ("absolu", avec la minuscule) et l’autre religieuse (Absolu, majusculé). Le second volet de l’enquête porte sur le repérage historique et l’explication sociologique des principaux facteurs d’émergence historique et d’explicitation doctrinale de chacune de ces grandes options métaphysiques, via les explorateurs individuels et groupaux de l’eschatique (des "philosophes", des "métaphysiciens", des "prêtres", des sectes, des réseaux, des églises, des parasitages politiques, etc.). Car les grandes propositions métaphysiques quant aux fins dernières n’ont pas surgi n’importe quand, ni n’importe où, ni n’importe comment : la voie séculière du Devenir s’est illustrée en Chine et en Grèce anciennes, les voies religieuses des monothéismes (judaïsme, christianisme, islam) en Asie antérieure, et l’atmanisme védique puis hindouiste en Inde. Ces trois grandes mises en cohérence de la rationalité métaphysique demandent donc à être expliquées selon leurs conditions sociologiques d’émergence non quelconques, que seul le comparatisme long pratiqué par la sociologie historique permet de dégager.

### L'œuvre ultime
Jean Baechler s’est éteint le 13 août 2022, peu de temps après avoir achevé la rédaction du premier volume de la trilogie qu’il ambitionnait sur la Sociologie historique de l’Absolu. Cet ultime travail formule, pour chaque aire civilisationnelle, une réponse macro-sociologique rigoureuse au problème classique de l’"âge axial", mais du Paléolithique supérieur jusqu’à l’ère de la mondialisation planétaire. Initialement soulevée par Max Weber puis Karl Jaspers, ce problème demeure une interrogation centrale de la sociologie historique des religions. Elle est restée jusque-là sans résolution véritable à partir de l’examen des différents facteurs historiques ayant concouru à l’actualisation du phénomène ; et elle n’a jamais été intégrée dans une analyse métaphysique et sociologique conjointe, allant au-delà d’une simple re-description philosophique des émergences axiales dans diverses aires civilisationnelles.
La Sociologie historique de l’Absolu s’emploie à donner une explication sociologique de longue durée par les trois moyens combinés de la philosophie, de l’histoire et de la sociologie : la "philosophie" prend en charge la définition conceptuelle rigoureuse, en tant que "virtuel" eschatique, des trois options métaphysiquement cohérentes de la question de l’inconditionné (A(a)bsolu), l’"histoire" documente les explorations passées du problème selon les types de traces accessibles à l’enquête (art pariétal, statuaire, mythes, textes, religions, philosophies, etc.) et la "sociologie" boucle la méthode baechlerienne – continûment tripartite, sur cette question comme sur le reste – en formulant une hypothèse explicative quant aux facteurs concrets ayant permis l’actualisation des trois options métaphysiques virtuellement pensables depuis toujours – à savoir depuis le début de la documentation du problème par des artefacts tangibles, à partir du Paléolithique supérieur.

### Ouvrages
- 1968 : Politique de Trotsky (recueil de textes), Armand Colin, col. "U".
- 1970 : Les Phénomènes révolutionnaires, PUF, col. "SUP" ; rééd. Paris, La Table Ronde (coll. « La Petite Vermillon »), 2006. (tr. néerlandaise 1972, esp. 1974, angl. 1976, portug. et ital. 1977)
- 1971 : Les Origines du capitalisme, Gallimard. (tr. angl. et esp. 1976, ital. 1977, turque 1986, persane et japon. 1991)
- 1975 : Les Suicides (thèse sous la direction de Raymond Aron)[19], Calmann Lévy. Préface de R. Aron. rééd. Hermann, 2009. (traduction anglaise 1979, allemande 1981)
- 1976 : Qu’est-ce que l’idéologie ? Ed. de poche, Idées, Gallimard no 345. (tr. esp. 1978, persane 1991)
- 1978 : Le Pouvoir pur, Calmann Lévy.
- 1985 : Démocraties, col. liberté de l'esprit, Calmann Lévy.
- 1988 : La Solution indienne. Essai sur les origines du régime des castes, PUF.
- 1993 : La Grande Parenthèse (1914-1991). Essai sur un accident de l’histoire, Calmann Lévy. (tr. jap. 1997)
- 1994 : Précis de la démocratie, Unesco / Calmann Lévy. (tr. russe 1994, bulgare 1995, angl. 1995, esp. 1996, ital. 1996, géorgienne 1998, persane 2020)
- 1995 : Le Capitalisme, 2 vol. Col. Folio Histoire. (tr. roum. 2001)
- 1996 : Contrepoints et commentaires (recueil d'articles parus dans ces revues), Calmann Lévy.
- 2000 : Nature et histoire, PUF ; rééd. Paris, Hermann, 2014.
- 2002 : Esquisse d'une histoire universelle, Fayard[20]. (tr. ukrainien 2005)
- 2005 : Les Morphologies sociales, col. Sociologies, PUF ; rééd. Paris, Hermann, 2014.
- 2006 : Les Fins Dernières. Éléments d’éthique et d’éthologie humaine, Hermann.
- 2008 : Agir, faire, connaître, Hermann.
- 2009 : Les Matrices culturelles. Au foyer des cultures et des civilisations, Hermann.
- 2009 : La Nature humaine, Hermann.
- 2010 : Le Devenir, Hermann. 2e éd. amendée, 2015.
- 2011 : La Perfection, Hermann.
- 2012 : La Disqualification des experts, Hermann.
- 2013 : L’Être. Les fondements métaphysiques de la hiérologie, Hermann.
- 2013 : Précis d’éthique, Hermann.
- 2013 : Précis de philosophie politique, Hermann. (tr. persane, 2017)
- 2014 : Qu'est-ce que l'humain ?, Hermann, coll. "Hermann philosophie".
- 2017 : En Quête de l'Absolu, Vérités et erreurs religieuses, Hermann.
- 2019 : Que valent nos connaissances, Hermann.
- 2019 : De l'art à la culture, Hermann.
- 2019 : Guerre, Histoire et Société : Éléments de polémologie, Hermann.
- 2019 : Modèles d'humanité : Humanisme et mondialisation, Hermann.
- 2020 : Écologie ou écologisme ? : Raison et pertinence des politiques environnementales[21], Hermann.
- 2021 : La Spiritualité, Hermann.
- 2022 : L'intime, Hermann.
- 2023 : Sociologie historique de l'Absolu, Hermann.

### Direction d'ouvrages
- 1988 : Europe and the rise of Capitalism (dir. avec Michael Mann (sociologue) et John A. Hall (en)), Blackwell.
- 2003 : Aspects de la mondialisation politique (dir. avec Ramine Kamrane), PUF, Cahiers des sciences morales et politiques[4].
- 2015 : Recréer le système monétaire international, (dir. avec Jean-Claude Trichet et Michel Pébereau), Hermann.
- 2021 : L'Irrationnel aujourd'hui (dir. avec Gérald Bronner), Hermann.
- 2024 : Résilience démocratique: éléments de sociologie historique (dir. avec Alexandre Escudier), Hermann.

De 2013 à 2016, Jean Baechler a mené une série de dix-sept colloques et séminaires sur la guerre, au sein de l'Académie des sciences morales & politiques, qui ont abouti à la publication d'actes :
- 2014 : Penseurs de la Stratégie (avec Jean-Vincent Holeindre)
- 2014 : Guerre et Politique (avec Jean-Vincent Holeindre)
- 2016 : Guerre et Religion
- 2016 : Guerre, Économie et Fiscalité (avec Georges-Henri Soutou)
- 2017 : Guerre et Droit (avec Pierre Delvolvé)
- 2017 : L'Arrière (avec Frédéric Ramel)
- 2017 : Guerre et Technique (avec Christian Malis)
- 2018 : Guerre et Psychologie (avec Laure Bardiès)
- 2018 : Les Armées (avec Bernard Boëne)
- 2018 : La Guerre Civile
- 2018 : La Bataille (avec Olivier Chaline)
- 2018 : La Guerre et les Femmes (avec Marion Trévisi)
- 2018 : Guerre et Santé (avec Michèle Battesti)
- 2018 : La Guerre et les Arts
- 2019 : La Guerre et les éléments (avec Jérome Lespinois)
- 2019 : Guerre et Histoire
- 2019 : Figures de la guerre
- 2019 : Le retour du nucléaire militaire (avec Georges-Henri Soutou)
- 2019 : La guerre et les éléments (avec Jérôme de Lespinois)

## Distinctions
- Officier de la Légion d'honneur[3],[22].
- Chevalier de l'ordre des Palmes académiques[3].